# Angela Jones
Angela Jones – amerykańska aktorka. 
Urodzona w Greensburg (Pennsylvania). Absolwentka Point Park College w Pittsburghu. 
Quentin Tarantino odkrył ją w krótkim filmie "Curdled" (z 1991) w reżyserii Reb Braddock i będąc pod wrażeniem jej umiejętności aktorskich i zaproponował rolę w filmie "Pulp Fiction", gdzie zagrała Esmarelde Villalobos, kierowcę taksówki, którą jechał Butch (Bruce Willis) po walce bokserskiej.

## Wybrana filmografia
- Terrorgram (1988).... jako Biker Bitch
- Curdled (1991).... jako Gabriela Ponce
- Hidden Fears (1993).... jako Brunetka w Vanie
- Strapped (1993) (TV).... jako Kobieta w Klinice
- Pulp Fiction (1994).... jako Esmeralda Villalobos
  - Motherhood (1995).... jako Michelle
- ER.... jako Michelle (epizod 1, 1995)
- Underworld (1996).... jako Janette
- Curdled (1996).... jako Gabriela
- Morella (1997).... jako Dr.Patricia Morella/Sarah Lynden
- Pariah (1998).... jako Angela
- Children of the Corn V: Fields of Terror (1998).... jako Charlotte
- Back to Even (1998).... jako Kim
- Fixations (1999).... jako Julia
  - The Menace from Venice (1999).... jako Rosana
- Shasta McNasty.... jako Rosana (epizod 1, 1999)
- Man on the Moon (1999).... jako Prostytutka
- Family Secrets (2001)
- House at the End of the Drive (2006).... jako Felicia
- The Caper (2007).... jako Natalie Rider